# Krstač
Krstač är en lokal grön druva som finns i Serbien och Montenegro. Druvan används vid vinframställning av högkvalitativa torra vita viner. Vinet har en smått ljusgul färg och når upp till en alkoholhalt på 12,5%.